# Rebus (Tano Festa)
Rebus è un dipinto di Tano Festa. Eseguito nel 1979, appartiene alle collezioni d'arte della Fondazione Cariplo.

## Descrizione
Il dipinto fa parte di una serie a cui Festa si dedicò proprio a partire dal 1979, pur discostandosene per alcuni particolari, quali l'assenza delle lettere e una certa organicità della scena rappresentata.

## Storia
Il dipinto, di proprietà dell'Istituto Bancario Italiano, confluì nel patrimonio della Fondazione Cariplo nel 1991.